# جاسی اسمولت
جاسی اسمولت (به انگلیسی: Jussie Smollett) (متولد: ۲۱ ژوئن ۱۹۸۲) بازیگر، خواننده، کارگردان و عکاس آمریکایی است.
اسمولت در تاریخ ۲۲ ژانویه ۲۰۱۹ مدعی شد نامه ای حاوی محتوای نژادپرستانه دریافت کرده است. یک هفته بعد در تاریخ ۲۹ ژانویه ۲۰۱۹، اسمولت گزارش داد که ساعت ۲ نیمه شب در شیکاگو مورد حمله فیزیکی دو مرد قرار گرفته و آن ها جملات نژادپرستانه بر او فریاد زده اند. او در گزارش پلیس، این دو مرد را سفیدپوست و با کلاه مخصوص طرفداران دونالد ترامپ توصیف کرد. بعد از این اتفاق، تحقیقات پلیس شیکاگو بلافاصله آغاز شد. در تاریخ ۱۶ فوریه ۲۰۱۹، پلیس شیکاگو اعلام کرد حمله گزارش شده ساختگی بوده و به وسیله دو برادر از اهالی نیجریه انجام شده است. گزارش های بعدی حاکی از آن بود که این دو برادر از اسمولت برای انجام این حمله ساختگی پول دریافت کرده و نحوه انجام حمله را با او تمرین کرده اند. اسمولت در تاریخ ۲۱ فوریه به وسیله پلیس شیکاگو و با اتهام گزارش دروغ به پلیس دستگیر شد.
پلیس شیکاگو در بیانیه ای اعلام کرد، انگیزه اسمولت از ترتیب دادن ضرب و شتم جعلی علیه خود، افزایش دستمزد پرداختی در یکی از سریال های خود بوده است. اسمولت در تاریخ ۲۶ مارس ۲۰۱۹ از ادامه محاکمه تبرئه شد، اما دادگاه اعلام کرد همچنان معتقد است حمله مذکور جعلی بوده است.